# Cicloptèrids
Els cicloptèrids (Cyclopteridae) són una família de peixos teleostis de l'ordre dels escorpeniformes. Són majoritàriament petits peixos marins que es troben en aigües fredes dels oceans Àrtic, nord de l'Atlàntic i nord del Pacífic. La major diversitat d'espècies es troba al nord de l'oceà Pacífic.
El més conegut és el lump (Cyclopterus lumpus) amb els ous no fecundats del qual s'elabora un succedani econòmic del caviar d'esturió, el succedani de caviar. El seu ús com a caviar prové de la gastronomia sueca i danesa.

## Taxonomia
N'hi ha 27 en 6 gèneres:
- Gènere Aptocyclus
  - Aptocyclus ventricosus (Pallas, 1769).
- Gènere Cyclopsis
  - Cyclopsis tentacularis Popov, 1930.
- Gènere Cyclopteropsis
  - Cyclopteropsis bergi Popov, 1929.
  - Cyclopteropsis brashnikowi (Schmidt, 1904).
  - Cyclopteropsis inarmatus Mednikov & Prokhorov, 1956.
  - Cyclopteropsis jordani Soldatov, 1929.
  - Cyclopteropsis lindbergi Soldatov, 1930.
  - Cyclopteropsis mcalpini (Fowler, 1914).
  - Cyclopteropsis popovi Soldatov, 1929.
- Gènere Cyclopterus
  - Cyclopterus lumpus Linnaeus, 1758.Cyclopterus lumpus
- Gènere Eumicrotremus

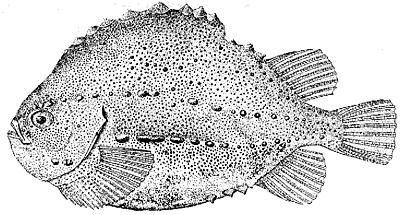
Cyclopterus lumpus

  - Eumicrotremus andriashevi Perminov, 1936.
  - Eumicrotremus asperrimus (Tanaka, 1912).
  - Eumicrotremus barbatus (Lindberg & Legeza, 1955).
  - Eumicrotremus derjugini Popov, 1926.
  - Eumicrotremus fedorovi Mandrytsa, 1991.
  - Eumicrotremus gyrinops (Garman, 1892).
  - Eumicrotremus orbis (Günther, 1861).
  - Eumicrotremus pacificus Schmidt, 1904.
  - Eumicrotremus phrynoides Gilbert & Burke, 1912.
  - Eumicrotremus schmidti Lindberg & Legeza, 1955.
  - Eumicrotremus soldatovi Popov, 1930.
  - Eumicrotremus spinosus (Fabricius, 1776).
  - Eumicrotremus taranetzi Perminov, 1936.
  - Eumicrotremus tartaricus Lindberg & Legeza, 1955.
  - Eumicrotremus terraenovae Myers & Böhlke, 1950.
- Gènere Lethotremus
  - Lethotremus awae Jordan & Snyder, 1902.
  - Lethotremus muticus Gilbert, 1896